# جياكومو أنطونيو بيرتي
 جياكومو أنطونيو بيرتي  من الإيطالية (Giacomo Antonio Perti) وتلفظ پيرتي هو ملحن إيطالي و كابيل مايستير و لد في و قضى معظم حياته في بولونيا (مدينة) في السادس من حزيران (يونيو) سنة 1661 و توفي في العاشر من نيسان عام 1756.

## حياته
تعود جذور أسرته إلى مدينة كريفالكور. درس الغناء والكمان على عمّه لورينزو بيرتي ثم على بيترونيو فرانشيسكيني كما تعلم أصول اللغة و قواعدها لدى اليسوعيين
في البعة عشرة ألف أولى أعماله موتيت ، قداسًا إلهيًا وترنيمة تمجيد .

## روابط خارجية
- جياكومو أنطونيو بيرتي على موقع ميوزك برينز (الإنجليزية)
- جياكومو أنطونيو بيرتي على موقع ديسكوغز (الإنجليزية)